# Парк природе Ђердап (Румунија)
Парк природе Ђердап (рум. Parcul Natural Porțile de Fier ) је парк природе на 115.666 ха који се налази у југозападној Румунији. Садржи румунски део Ђердапске клисуре Дунава и протеже се дуж леве обале реке у окрузима Караш-Северин и Мехединци. Преко реке је национални парк Ђердап у Србији. 

## Карактеристике
Подручје је углавном покривено шумом (63.920 ха) која је испреплетена потоцима и слатководним барама. Разноликост екосистема, као и разноликост врста, врло је велика. Медитеранска клима и различите надморске висине негују више од 1.660 врста биљака и више од 5200 животињских врста. Унутар парка постоји неколико влажних подручја која су веома важна станишта за птице. Ту су и људска насеља из палеолитског, мезолитског и неолитског доба. Многе врсте флоре и фауне заштићене су међународним, европским и националним прописима. Такве врсте укључују птице попут царског орла (Aquila heliacal), водоземце попут европске жабе ватреног стомака (Bombina bombina), угрожене врсте риба као што је Acipenser ruthenus, и сисаре попут видре (Lutra lutra). Посебно је важно као место за размножавање, боравак и зимовање за многе врсте птица. Неке биљне врсте су ендемске за то подручје.
Велико ђердапско акумулационо језеро служи у више сврха, од производње струје у хидроелектранама до риболова, пловидбе и слободних активности.
На територији овог парка природе Дунав формира најдуже клисуре у Европи (134 км) и у свом најужем сектору ствара Велику и Малу дунавску клисуру где се висока и стрма каменита брда попут Ciucarul Mic (313 метра) и Stirbatul Mic (626 метара) граниче са реком.
Велика клисура је дугачка 3,8 км и широка 200-350 метара, док Мала клисура у неким подручјима сужава другу највећу реку у Европи, на свега 150 метара.
Парк природе Ђердап други је по величини Парк природе у Румунији. Протеже се од Соколовца на западу до Дробета-Турну Северина на истоку; северно су Банатске планине и планина Мехединци. Парк садржи 18 заштићених подручја од којих је највеће влажно подручје Остров–Нова Молдава. Румунија има 17 Паркова природе.

## Туристичке атракције
Културно-историјски потенцијал укључује важне опипљиве и нематеријалне елементе локалног културног идентитета. У овом подручју се налази неколико налазишта римске баштине. Спа одмаралиште Херкулане одликује се термалним изворима и смештајем у долини заклоњеној планинама. То је једна од најстаријих бања на свету са доказима из више од 1850 година.
Општина Орсова била је римска лука у Дакији Малвенсис (Dacia Malvensis). Стари град Орсова потопљен је водом због изградње бране „Ђердап“. Посетиоцима се нуде бројне туристичке атракције, попут пећина, старих манастира, острва Пескарус (Pescarus island), статуе Децебал Рекса (Decebal Rex), римокатоличке катедрале и музеја "Ђердап", остатака старог римског кампа Дробета и остатака легендарног Трајановог моста.
Уз то, постоје бројне бициклистичке и планинарске стазе, као и вожње бродом и крстарења.
У селима Ђердапског парка природе, српска, чешка и турска заједница оставиле су трага на локалној култури обликујући њену аутентичност и културну вредност. То је, у ствари, заштићено подручје са највећом етничком разноликошћу у Румунији.
У близини манастира Мраконија, налази се највећа скулптура у стени у Европи, која представља древног дакијског краља, Децебала. Скоро је 55 метара висока, а било је потребно 10 година (1994-2004) тешког и често опасног рада, јер је стена доступна само са воде.
Национални парк Ђердап у Србији граничи се са Парком природе Ђердап у Румунији, дуж реке Дунав.